# Битва націй
«Битва націй» (раніше — «Ігри патріотів» з 2005 по 2006 роки) — українське спортивно-розважальне шоу, яке виходило на телеканалі «ICTV» з 3 вересня по 26 листопада 2011 року, українська адаптація французького ігрового шоу «Intervilles» і його міжнародної версії «Intervilles International». Ведучий — Кузьма Скрябін, коментатор — Григорій Герман і тренерка команди — Ольга Давидко.

## Ігри патріотів (2005—2006)[2]
«Ігри патріотів» (рос. Игры патриотов) — виходило на телеканалі «Інтер» з 17 вересня 2005 по 2 грудня 2006 року. Ведучий — Павло Костіцин.

## Основні учасники шоу
- Денис Гирьов
- Олександр Литвиненко (каскадер)
- Сергій Душин
- Євген Богоносюк
- Сашко Положинський
- Осман Ібрагімов
- Тищенко Микола
- Ігор Мірошниченко

## Кількість сезонів та випусків

### Хронологія сезонів
| Назва шоу      | Назва сезону      | Сезон    | Кількість випусків  | Період трансляції     | Телеканал |
| -------------- | ----------------- | -------- | ------------------- | --------------------- | --------- |
| Ігри патріотів | —                 | 1 (2005) | 1—13 (13 випусків)  | 17.09.2005—10.12.2005 | Інтер     |
| Ігри патріотів | Вулкан емоцій     | 2 (2006) | 14—27 (13 випусків) | 18.03.2006—10.06.2006 | Інтер     |
| Ігри патріотів | Вирішальний сезон | 3 (2006) | 28—41 (13 випусків) | 09.09.2006—02.12.2006 | Інтер     |
| Битва націй    | —                 | 4 (2011) | 42—55 (13 випусків) | 04.09.2011—26.11.2011 | ICTV      |

### 1 сезон (2005)
| Випуск          | Команда збірної України | Капітан               | Учасники | Прем'єра          |
| --------------- | ----------------------- | --------------------- | --- | ----------------- |
| 1               | «Шансон'є»              | Ігор Кондратюк        | Олександр Воєвуцький, Віталій Козловський, Андрій Кузьменко, Віктор Григор'єв, Юрій Меженський, Валерій Бабич, Тетяна Белинська, Олександра Городецька, Олександра Ніколаєнко, Ілона Радзівіл                       | 17 вересня 2005   |
| 2               | «Спецкор»               | Борис Барський        | журналісти | 24 вересня 2005   |
| 3               | »Шанс.UA"               | Кузьма Скрябін        | Юрій Кот, Олександр Пилипець, Тімур Мазур, Олексій Євченко, Микола Тищенко, Аліна Шатернікова, Тоня Ноябрьова, Ганна Масленко, Юлія Кумпан, Віталій Козловський, Наталя Радовинська                                 | 1 жовтня 2005     |
| 4               | «Залізна маска»         | Георгій Делієв        | Борис Барський, Олексій Євченко, Матвій Бідний, Роман Кадемін, Валерий Бабич, Тетяна Ясникова, Юрій Титаренко, Ганна Дегтяр, Аліна Шатернікова, Лада Лузіна, Наталя Денисова                                        | 8 жовтня 2005     |
| 5               | «Куміри»                | Олександра Ніколаєнко | Костянтин Стогній, Єгор Бенкендорф, Руслан Свірин, Роман Кадемін, Олексій Дівєєв-Церковний, Любов Казарянц, Лариса Губіна, Катерина Виноградова, Ігор Хлібосолов, Катерина Меличенко, Христина Панчишин             | 15 жовтня 2005    |
| 6               | «Кінотаври»             | невідомо              | кіноактори та продюсери | 22 жовтня 2005    |
| 7               | «Безстрашні»            | Ольга Горбачова       | Олександр Пономарьов, Віталій Козловський, Сергій Стеценко, Тімур Мазур, Ігор Хлібосолов, Ганна Масленко, Катерина Меличенко, Ілона Радзівіл, Леся Слободська, Олександр Ктиторчук, Тетяна Ясникова, Лина Василенко | 29 жовтня 2005    |
| 8               | «Хіт сезону»            | Олександр Пономарьов  | Катя Chilly, Георгій Делієв, Сергій Конюшок, Володимир Душко, Олена Бандурка, Леся Слободянська, Марія Филимонюк, Сергій Гергель, Олександр Воєвуцький, Олексій Серков                                              | 5 листопада 2005  |
| 9               | «Зцілення перемогою»    | Володимир Горянський  | Юрій Кот, Олександр Ктиторчук, Олександр Воєвуцький, Андрій Тараненко, Ірина Мерлені, Дарина Оксанова, Тетяна Ясникова, Наталя Радовинська, Ілона Радзівіл, Матвій Бідний, Сергій Конюшок                           | 12 листопада 2005 |
| 10              | «Спецназ»               | Костянтин Стогній     | Володимир Горянський, Роман Кадемін, Сергій Конюшок, Горан Мілич, Наталя Радовинська, Ірина Мерлені, Ганна Дегтяр, Олександр Пилипець, Юлія Пінчук, Руслан Свірин, Катя Chilly                                      | 19 листопада 2005 |
| 11 (1 півфінал) | «Зцілення перемогою»    | невідомо              | невідомо | 26 листопада 2005 |
| 12 (2 півфінал) | «Залізна маска»         | невідомо              | невідомо | 3 грудня 2005     |
| 13 (фінал)      | «Збірна України»        | Георгій Делієв        | спортсмени, спортсменки, актори, акторки, співаки, співачки, продюсери та продюсерки | 10 грудня 2005    |

- Переможець —  КНР

### 2 сезон (2006)
В цьому сезоні у одного з учасників сбірної України зламалась жердина в финалі.
| Випуск | Команда збірної України | Капітан             | Учасники                                                  | Прем'єра        |
| ------ | ----------------------- | ------------------- | --------------------------------------------------------- | --------------- |
| 1      | невідомо                | невідомо            | невідомо                                                  | 18 березня 2006 |
| 2      | невідомо                | невідомо            | невідомо                                                  | 25 березня 2006 |
| 3      | невідомо                | невідомо            | невідомо                                                  | 1 квітня 2006   |
| 4      | невідомо                | невідомо            | невідомо                                                  | 8 квітня 2006   |
| 5      | невідомо                | невідомо            | невідомо                                                  | 15 квітня 2006  |
| 6      | «Об'єктивна сила»       | Олександр Ктиторчук | Олександр Литвиненко, Юрій Будяк, Ганна Курочкина та інші | 22 квітня 2006  |
| 7      | невідомо                | невідомо            | невідомо                                                  | 29 квітня 2006  |
| 8      | невідомо                | невідомо            | невідомо                                                  | 6 травня 2006   |
| 9      | «Наші патріоти»         | невідомо            | невідомо                                                  | 13 травня 2006  |
| 10     | »Маски-шоу"             | Борис Барський      | Олександр Литвиненко, Ігор Малахов та інші                | 20 травня 2006  |
| 11     | «Наші патріоти»         | невідомо            | гімнасти                                                  | 27 травня 2006  |
| 12     | невідомо                | невідомо            | невідомо                                                  | 03 червня 2006  |
| 13     | «Наші патріоти»         | невідомо            | гімнасти                                                  | 10 червня 2006  |

- Переможець —  Росія

### 3 сезон (2006)
| Випуск          | Команда збірної України | Капітан        | Учасники | Прем'єра          |
| --------------- | ----------------------- | -------------- | --- | ----------------- |
| 1               | невідомо                | невідомо       | невідомо | 9 вересня 2006    |
| 2               | «Сила краси»            | Лариса Губіна  | Аліна Шатернікова, Юрій Кісельов, Юрій Кот, Матвій Бідний, Юлія Міщенко, Ганна Седокова, Микола Тищенко, Марина Борщевська, Денис Гирьов, Олександр Литвиненко, Олег Карамазов | 16 вересня 2006   |
| 3               | невідомо                | невідомо       | Віталіна Ющенко та інші | 23 вересня 2006   |
| 4               | невідомо                | Борис Барський | чемпіони по бодібілдингу, хокеїсти та співаки | 30 вересня 2006   |
| 5               | невідомо                | невідомо       | спортсмени з міжнародними званнями та регаліями | 7 жовтня 2006     |
| 6               | невідомо                | невідомо       | телеведучі, актори, призери Олімпіади в метанні молоту | 14 жовтня 2006    |
| 7               | невідомо                | невідомо       | боксери та артисти | 21 жовтня 2006    |
| 8               | невідомо                | невідомо       | музиканти та актори | 28 жовтня 2006    |
| 9               | невідомо                | невідомо       | гімнасти, борці, дзюдоїсти та каратисти | 4 листопада 2006  |
| 10              | невідомо                | Борис Барський | невідомо | 11 листопада 2006 |
| 11 (1 півфінал) | невідомо                | невідомо       | переможники 9 туру | 18 листопада 2006 |
| 12 (2 півфінал) | «Реальний шанс»         | Ігор Кондратюк | невідомо | 25 листопада 2006 |
| 13 (фінал)      | невідомо                | невідомо       | невідомо | 2 грудня 2006     |

- Переможець —  Росія

## Гімни
- Ігри патріотів (2005)
- Візьмемось за руки (2006) — співають Олександр Пономарьов і інші зірки українського шоу-бізнесу

Текст гимну:
|  | 1 куплет: «Волю нашу не здолати! У душі вогонь горить! Ми прийшли перемагати, Нас не зможуть зупинить! Українські патріоти Йдуть вперед за кроком крок, Знаменитої спільноти Сплав улюблених зірок! Приспів: Візьмемось за руки, залишивши всі турботи! Візьмемось за руки, відкривши серця! Візьмемось за руки і на «Іграх патріотів»! До перемоги разом йтимо до кінця! (2 рази) 2 куплет: Кожна наша перемога, «Слава Україні!» Все тому, що ми під Богом, Ми завжди єдині! Українські патріоти Йдуть вперед за кроком крок, Знаменитої спільноти Сплав улюблених зірок!» |

- Україна, вперед! (2011)

## Країни участі
1 сезон (2005):
| Країна/колір (1 місце) | Прапор |
| ---------------------- | ------ |
| Франція                |        |
| Україна                |        |
| Росія                  |        |
| Китай                  |        |

2 сезон (2006):
| Країна/колір (1 місце) | Прапор |
| ---------------------- | ------ |
| Росія                  |        |
| Україна                |        |
| Франція                |        |
| Китай                  |        |

3 сезон (2006):
| Країна/колір (1 місце) | Прапор |
| ---------------------- | ------ |
| Росія                  |        |
| Україна                |        |
| Італія                 |        |
| Румунія                |        |

4 сезон (2011):
| Країна/колір (1 місце) | Прапор |
| ---------------------- | ------ |
| Росія                  |        |
| Україна                |        |
| Білорусь               |        |
| Китай                  |        |
| Франція                |        |
| Чехія                  |        |
| Вірменія               |        |
| Велика Британія        |        |

## Ведучі
Ігри патріотів (2005—2006):
- Павло Костіцин (2005—2006)

Битва націй (2011):
- Кузьма Скрябін (2011)

## Трансляція
Прем'єрні покази:
| Телеканал | Сезони | Період трансляції                       |
| --------- | ------ | --------------------------------------- |
| Інтер     | 1—3    | з 17 вересня 2005 по 2 грудня 2006 роки |
| Інтер+    | 1—3    | з 17 вересня 2005 по 2 грудня 2006 роки |
| ICTV      | 4      | з 3 вересня по 26 листопада 2011 року   |

Повторні покази:
| Телеканал           | Сезони | Період трансляції                                                    |
| ------------------- | ------ | -------------------------------------------------------------------- |
| Інтер               | 1—3    | з січня по березнь 2007 року                                         |
| Інтер+              | 1—3    | з січня по березнь 2007 року та з березня 2010 по березень 2011 роки |
| К1                  | 1—3    | з 2008 по 2009 роки (під слоганом «Назад у майбутнє!»)               |
| Мега                | 1—3    | з квітня 2010 по серпень 2011 роки                                   |
| Перший національний | 2      | з 18 червня по липень 2012 року (під назвою «Ми — патріоти!»)        |
| ICTV                | 4      | з 2011 по 2012 роки                                                  |

## Учасники
Ігри патріотів:
| Ім'я учасника | Професія учасника | Країна |
| ------------- | ----------------- | ------ |

Битва націй:
| Ім'я учасника | Професія учасника | Країна |
| ------------- | ----------------- | ------ |

## Факти
В 2 сезоні 2006 року у переможця збірної України в фінальному конкурсі зламалась жердина.
В 3 сезоні 2006 року учасник — майстер спорту України міжнародного класу та бойових мистецтв та каскадер Олександр Литвиненко в фінальному конкурсі «Крутий підйом!» піднявся вгору верх ногами та потім після цього за 30 секунд обігнав усіх гравців Росії, Румунії та Італії.
На каналі «Перший національний» шоу транслювалося під назвою «Ми — патріоти!», в період з 18 по 21 червня 2012 року було під оригінальною назвою, а потім назва змінилася, транслювався 2 сезон 2006 року.